# Saline di Molentargius
Saline di Molentargius este o arie protejată (arie de protecție specială avifaunistică — SPA) din Italia întinsă pe o suprafață de 1.307 ha, integral pe uscat.

## Localizare
Centrul sitului Saline di Molentargius este situat la coordonatele 39°13′40″N 9°10′01″E / 39.227663°N 9.166859°E.

## Înființare
Situl Saline di Molentargius a fost declarat arie de protecție specială avifaunistică în iulie 2009 pentru a proteja 1 specie de plante și 37 de specii de animale.

## Biodiversitate
Situată în ecoregiunea mediteraneană, aria protejată conține 7 habitate naturale: Salicornia și alte specii anuale care populează regiunile mlăștinoase și nisipoase, Lagune de coastă, Tufărișuri halofile mediteraneene și termo-atlantice (Sarcocornetea fruticosi), Stepe sărăturate mediteraneene (Limonietalia), Lacuri eutrofice naturale cu vegetație de tip Magnopotamion sau Hydrocharition, Pășuni mediteraneene udate de apa mării (Juncetalia maritimi), Tufărișuri halo-nitrofile (Pegano-Salsoletea).
La baza desemnării sitului se află mai multe specii protejate:
- plante (1): Petalophyllum ralfsii
- păsări (34): privighetoare-de-baltă (Acrocephalus melanopogon), pescăruș albastru (Alcedo atthis), egretă mare (Ardea alba), stârc roșu (Ardea purpurea), stârc galben (Ardeola ralloides), ciuf de câmp (Asio flammeus), rață roșie (Aythya nyroca), buhai de baltă (Botaurus stellaris), bătăuș (Calidris pugnax), prundăraș de sărătură (Charadrius alexandrinus), chirichița cu obraz alb (Chlidonias hybrida), chirighiță neagră (Chlidonias niger), erete de stuf (Circus aeruginosus), gușă vânătă (Cyanecula svecica), egretă mică (Egretta garzetta), șoim călător (Falco peregrinus), pescăriță râzătoare (Gelochelidon nilotica), piciorong (Himantopus himantopus), stârc pitic (Ixobrychus minutus), Larus audouinii, Larus genei, stârc de noapte (Nycticorax nycticorax), vultur pescar (Pandion haliaetus), Phoenicopterus ruber, lopătar (Platalea leucorodia), țigănuș (Plegadis falcinellus), corcodel mare (Podiceps cristatus), Porphyrio porphyrio porphyrio, ciocântors (Recurvirostra avosetta), chiră de baltă (Sterna hirundo), chiră mică (Sternula albifrons), Sylvia sarda, silvie de tufiș (Sylvia undata), chiră de mare (Thalasseus sandvicensis)
- pești (1): Aphanius fasciatus
- reptile (2): țestoasa de baltă (Emys orbicularis), țestoasă bănățeană (Testudo hermanni)

Pe lângă speciile protejate, pe teritoriul sitului au mai fost identificate 1 specie de plante, 104 specii de păsări, 2 specii de amfibieni, 7 specii de reptile.